# Trofeo Melinda 2016
Il Trofeo Melinda 2016, venticinquesima e ultima edizione della corsa, si svolse il 26 giugno 2016 su un percorso di 227,8 km, con partenza e arrivo a Boario Terme; la corsa fu valida anche come campionato nazionale italiano in linea (centoseiesima edizione). La vittoria fu appannaggio di Giacomo Nizzolo, che completò il percorso in 5h37'49", alla media di 40,460 km/h, precedendo Gianluca Brambilla e Filippo Pozzato.

## Ordine d'arrivo (Top 10)
| Pos. | Corridore          | Squadra                     | Tempo    |
| ---- | ------------------ | --------------------------- | -------- |
| 1    | Giacomo Nizzolo    | Trek-Segafredo              | 5h37'49" |
| 2    | Gianluca Brambilla | Etixx-Quick Step            | a 0'01"  |
| 3    | Filippo Pozzato    | Wilier-Southeast            | a 0'03"  |
| 4    | Damiano Caruso     | BMC                         | a 0'04"  |
| 5    | Gianni Moscon      | Sky                         | s.t.     |
| 6    | Francesco Gavazzi  | Androni Giocattoli-Sidermec | s.t.     |
| 7    | Oscar Gatto        | Tinkoff                     | s.t.     |
| 8    | Diego Rosa         | Astana                      | s.t.     |
| 9    | Davide Formolo     | Cannondale                  | a 0'08"  |
| 10   | Enrico Battaglin   | LottoNL-Jumbo               | a 0'13"  |